# Cornelis van der Hoop

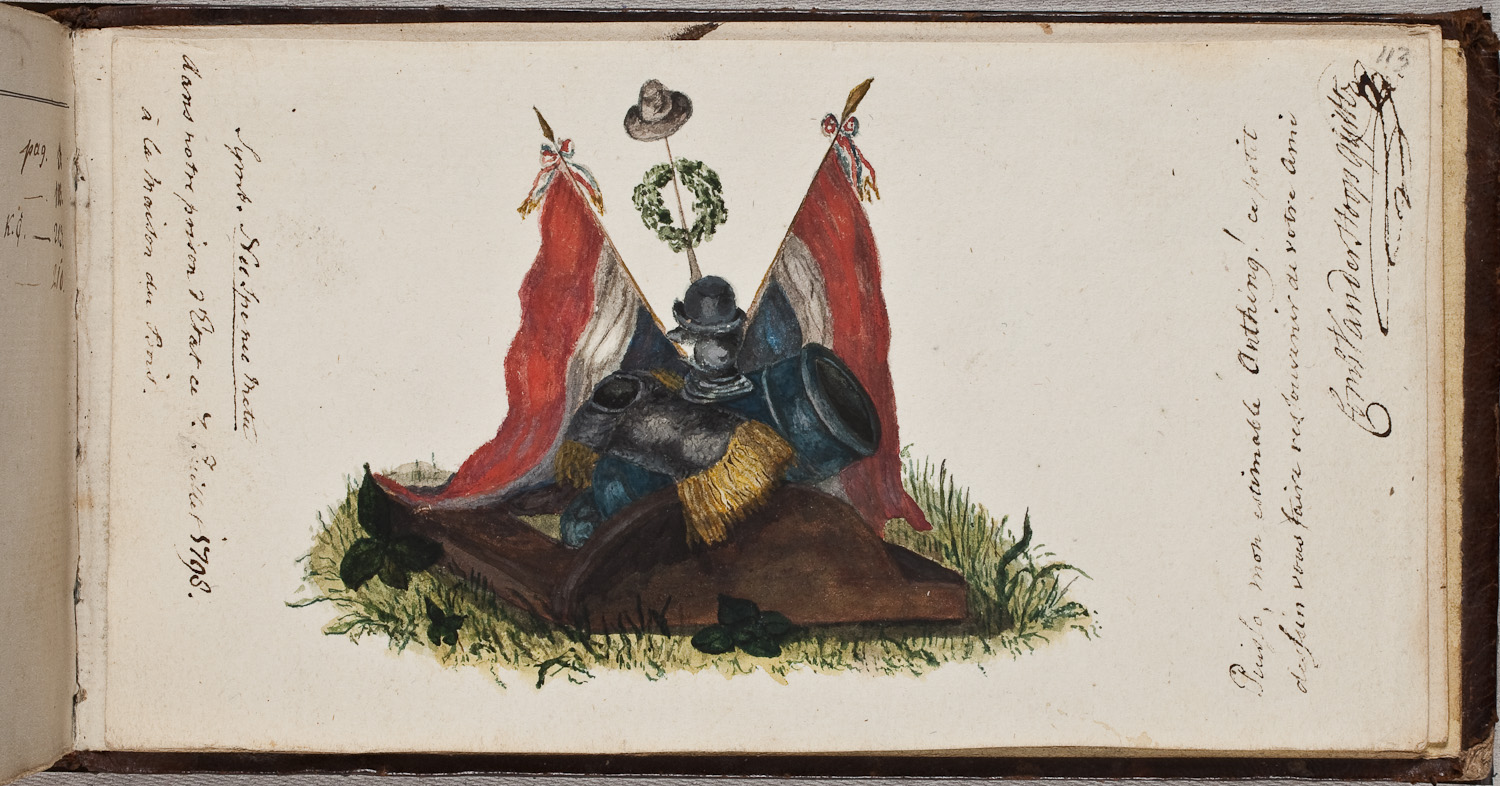
Cornelis van der Hoop in Carl Heinrich Wilhelm Anthings Album amicorum (1798)

 Cornelis van der Hoop Gijsbertsz. (Amsterdam, 30 januari 1752 – Breda, 13 februari 1817) was een Amsterdamse advocaat, patriot en regent. In de periode 1797-1798 was hij lid van de Tweede Nationale Vergadering.

## Biografie
Cornelis van der Hoop studeerde in Utrecht tegelijkertijd met Pieter Paulus. Hij begon zijn loopbaan als eerste advocaat van de VOC. Hij raakte gebrouilleerd met Thomas Hope en Gerard Aarnout Hasselaar, vanwege de corruptie bij de VOC. In maart 1762 bedankte die voor de functie vanwege zijn slechte ogen. Van der Hoop kreeg de toezegging dat hij als bewindhebber zou worden benoemd als hij zou aanblijven. Van der Hoop werd benoemd als schepen in Amsterdam in 1776.
In 1782 was hij eigenaar van Herengracht 580 en het achterliggende Keizersgracht 745, dat als koetshuis werd ingericht. In 1782 werd hij participant in de porseleinfabriek Manufactuur Oud-Loosdrecht van dominee Joannes de Mol en verplaatste het bedrijf naar de Amstel, alwaar hij een katoendrukkerij bezat. Als lid van de China-commissie stuurde hij Willem Tros, een oud-werknemer van de porseleinfabriek in Loosdrecht naar China, om aldaar ontwerpen te produceren voor Chine de Commande, chinees porselein op bestelling van particulieren. In 1784 wordt hij genoemd als investeerder in de nieuwe Franse schouwburg.
Op 27 juli 1787 werd hij door de patriotten benoemd als schout. Afgezet na de omwenteling in september verhuisde hij eind 1787 naar Brussel, evenals Joan Geelvinck en Jan Bernd Bicker. Van der Hoop benoemde een gemachtigde die zijn huizen en zijn aandeel in de porseleinfabriek verkocht. Hij woonde in Sèvres en opnieuw in Brussel, Nantes en verkreeg daar het Franse burgerschap. Vanwege het Schrikbewind vertrokken Van der Hoop en Bicker in 1794 naar Biel in Zwitserland.
Van 19 juni 1795 tot 27 februari 1796 was hij lid van de municipaliteit van Amsterdam. Na de staatsgreep van 22 januari 1798 werd hij - als zijnde een aristocraat en vanwege zijn gematigde en federalistische denkbeelden - in hechtenis genomen en gevangengezet op Huis Ten Bosch. Zijn vriend Bicker werd in Leeuwarden ondergebracht, samen met zijn zoon. Hun vrijlating volgde na de staatsgreep van 12 juni 1798.
Na de dood van zijn beide participanten in de porseleinfabriek heeft Van der Hoop in 1799 met de weduwe van Joachim Rendorp het geheel in publieke veiling verkocht. In 1801 werd hij syndicus (= raadgever) bij het Nationaal Gerechtshof van de Bataafse Republiek. Dit college moest er in de eerste plaats op toezien dat de Grondwet en de wetten door de overheid nageleefd werden en daarnaast dat ook de gewone burgers de Grondwet niet overtraden en de veiligheid niet in gevaar werd gebracht. Al in 1804 besloot hij af te treden vanwege financiële moeilijkheden.